# Episodi di Summer Camp (quinta stagione)
La quinta stagione di Summer Camp è in onda negli Stati Uniti dal 15 gennaio 2021 al 6 agosto 2021 sul canale Disney Channel. In Italia la sitcom viene interamente pubblicata su Disney+ il 25 agosto 2021.
|    | Titolo originale                             | Titolo italiano                       | Prima TV USA     | Prima TV Italia |
| -- | -------------------------------------------- | ------------------------------------- | ---------------- | --------------- |
| 1  | Lou's Still the Boss, but Now There's a Ross | Lou è ancora il capo, ma ora c'è Ross | 15 gennaio 2021  | 25 agosto 2021  |
| 2  | Rise of the Machine                          | L'ascesa della macchina               | 22 gennaio 2021  | 25 agosto 2021  |
| 3  | R.V. Having Fun Yet?                         | Ci stiamo divertendo?                 | 29 gennaio 2021  | 25 agosto 2021  |
| 4  | Tentacle Difficulties                        | Tosaerba intelligente                 | 5 febbraio 2021  | 25 agosto 2021  |
| 5  | Luck of the Chuck                            | Alla ricerca di Woody                 | 12 febbraio 2021 | 25 agosto 2021  |
| 6  | Look Who’s Squawking                         | Senti chi starnazza                   | 19 febbraio 2021 | 25 agosto 2021  |
| 7  | Raucous Science                              | Fingere per recitare                  | 26 febbraio 2021 | 25 agosto 2021  |
| 8  | Baton-man Begins                             | Il majorette                          | 5 marzo 2021     | 25 agosto 2021  |
| 9  | Everyone's Trap'd                            | Tutti in trappola                     | 31 maggio 2021   | 25 agosto 2021  |
| 10 | Pop Poppin' In                               | Pop Pop appare all'improvviso         | 1º giugno 2021   | 25 agosto 2021  |
| 11 | Roll Models                                  | Modelli rotolanti                     | 2 giugno 2021    | 25 agosto 2021  |
| 12 | Gi Whiz                                      | Gi prodigio                           | 3 giugno 2021    | 25 agosto 2021  |
| 13 | Dancin' Up a Storm                           | Ballando nella tempesta               | 4 giugno 2021    | 25 agosto 2021  |
| 14 | Out of the Doghouse                          | Uscire dal castigo                    | 11 giugno 2021   | 25 agosto 2021  |
| 15 | The Great Awkward Bake-Off                   | La grande strana infornata            | 18 giugno 2021   | 25 agosto 2021  |
| 16 | I Won’t Let You Clown                        | Non ti lascerò fare il clown          | 25 giugno 2021   | 25 agosto 2021  |
| 17 | Crushin' It                                  | Compressi                             | 2 luglio 2021    | 25 agosto 2021  |
| 18 | Camp Creepy-Waka                             | La serata dei racconti del terrore    | 9 luglio 2021    | 25 agosto 2021  |
| 19 | A Star Is Torn                               | Stella contesa                        | 16 luglio 2021   | 25 agosto 2021  |
| 20 | Moose Queens and Possum Kings                | Regine Alci e Re Opossum              | 30 luglio 2021   | 25 agosto 2021  |
| 21 | Frien'ds Forever                             | Amici per sempre                      | 6 agosto 2021    | 25 agosto 2021  |